# SN 1994O
SN 1994O – supernowa typu Ia odkryta 6 maja 1994 roku w galaktyce Mrk268. W momencie odkrycia miała maksymalną jasność 18,00m.